# Acerentomon quercinum
Acerentomon quercinum är en urinsektsart som beskrevs av Ionesco 1932. Acerentomon quercinum ingår i släktet Acerentomon och familjen lönntrevfotingar. Inga underarter finns listade i Catalogue of Life.